# Vilma Espín

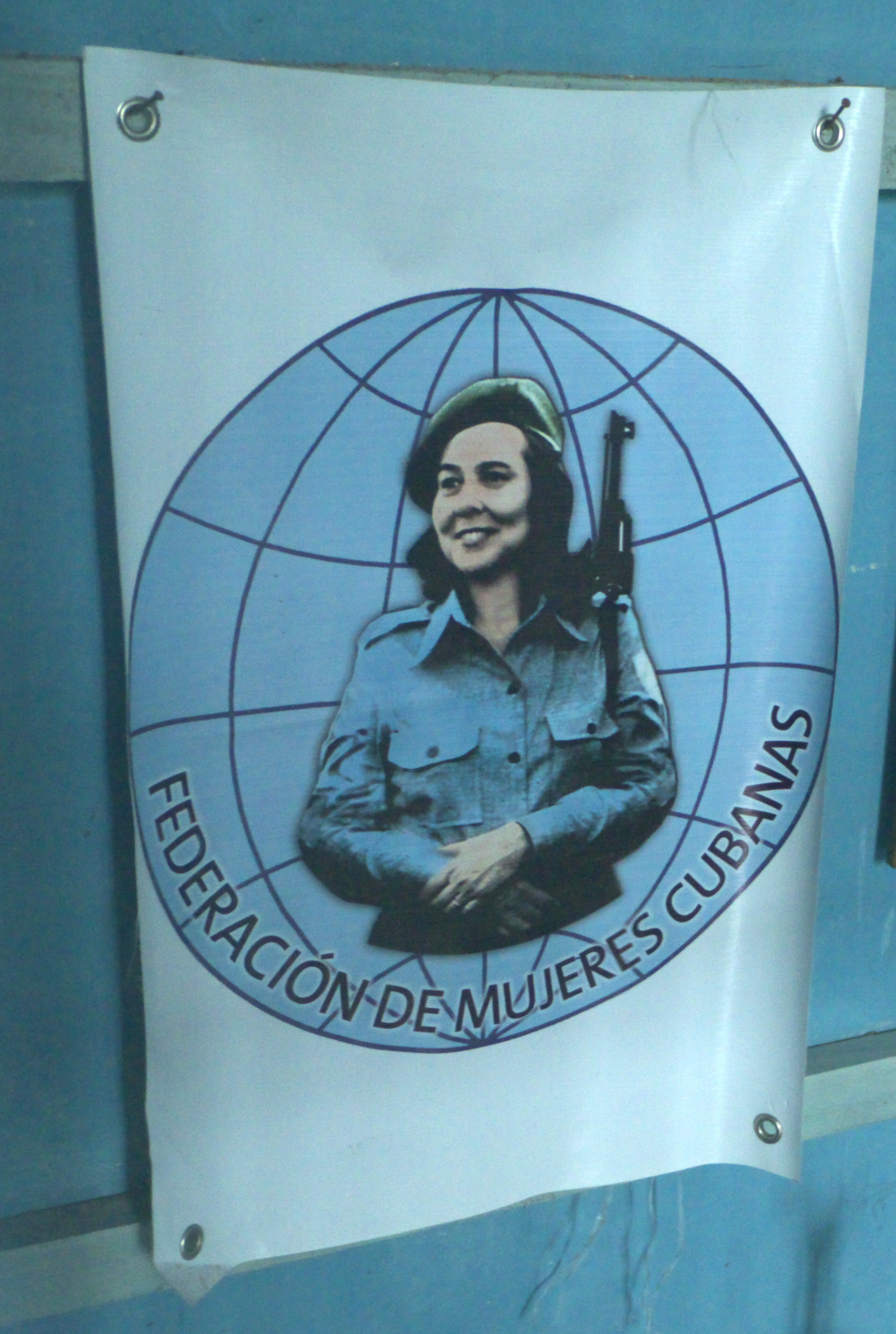

Vilma Espín Guillois (* 7. April 1930 in Santiago de Cuba; † 18. Juni 2007 in Havanna) war eine kubanische Revolutionärin, Mitglied des Staatsrats und der Kommunistischen Partei Kubas, sowie bis zu ihrem Tod Präsidentin des Kubanischen Frauenverbands (FMC).

## Leben
Sie war verheiratet mit Raúl Castro, Bruder Fidels und dessen späteren Nachfolger im Amt des Staats- und Regierungschef Kubas. Sie hatten zusammen vier Kinder. Espín wurde oft als die inoffizielle „First Lady Kubas“ bezeichnet, da sie neben Fidel Castro regelmäßig öffentliche Verpflichtungen übernahm.
Vilma Espín stammte aus einer der ältesten aristokratischen Familien Santiagos. Ihr Vater war Vizedirektor der örtlichen Bacardi-Rumfabrik. Ihre Mutter stammte aus Frankreich.
Espín erlebte den Putsch Fulgencio Batistas im März 1952 als Studentin an der Universidad de Oriente. Kurz darauf schloss sie sich der Widerstandsgruppe Movimiento Nacional Revolucionario (MNR) an, die vom Philosophen Rafael García Bárcena angeführt wurde und deren Koordinator in Santiago Frank País war. Die Gruppe löste sich 1953 nach der Festnahme ihrer wichtigsten Mitglieder auf. Nachdem Espín 1954 als eine der ersten Frauen in Kuba ihr Studium als Chemieingenieurin abgeschlossen hatte, ging sie in die Vereinigten Staaten, um am renommierten Massachusetts Institute of Technology ein postgraduales Studium aufzunehmen, blieb aber mit der Widerstandsbewegung ihrer Heimat in Kontakt. País hatte in Santiago inzwischen zunächst die Gruppe Acción Revolucionaria Oriental aufgebaut, die sich später in Acción Revolucionaria Nacional umbenannte und sich 1955 der von Fidel Castro nach seiner Haftentlassung gegründeten Bewegung des 26. Juli anschloss, die ihren Schwerpunkt zunächst an ihrem Gründungsort Havanna hatte.
Auf ihrer Rückreise nach Kuba 1956 flog sie über Mexiko, wo sie erstmals Fidel Castro traf und Anweisungen zur Weitergabe an Frank País entgegennahm, der die Bewegung in Kubas Ostprovinz Oriente leitete. Im folgenden Bürgerkrieg spielte sie eine führende Rolle. Sie diente als Botin zwischen der Guerillatruppe um Fidel Castro in der Sierra Maestra und den Untergrundkämpfern in Santiago de Cuba. Gleichzeitig traf sie sich, ebenso wie weitere Führungsmitglieder der Bewegung, regelmäßig zu Gesprächen mit dem Vizekonsul und anderen Mitarbeitern des US-Konsulats in Santiago, die den Rebellen Unterstützung gewährten. Als bereits zahlreiche Mitkämpfer im städtischen Kampf entdeckt und getötet worden waren und der Fahndungsdruck auf sie beständig stieg, schloss sich Espín im Juni 1958 Raúl Castro und seiner Zweiten Front in der Sierra Cristal an. Wenige Monate nach dem Sieg der Revolution heirateten sie. Im Lauf der Rebellion von 1956 bis 1958 nutzte sie innerhalb der revolutionären Bewegung nacheinander die Decknamen „Alicia“, „Mónica“, „Déborah“ und „Mariela“ – die beiden letzten Namen gab sie später zwei ihrer drei Töchter mit Raúl Castro.
Espín gehörte mit ihrem Mann Raúl Castro dem linksradikalen Flügel der Bewegung des 26. Juli an, der sich nach der Flucht Batistas gegen die demokratischen Kräfte unter den Revolutionären durchsetzte. Im Februar und März 1959 waren sie Teilnehmer der Geheimtreffen in den Wohnsitzen Che Guevaras und Fidel Castros in Tarará und Cojímar im Osten Havannas, bei denen in einem kleinen Kreis die Landreform, der Umbau der Streitkräfte und die Zusammenarbeit mit der Kommunistischen Partei beschlossen wurde. Die offizielle Staatsregierung, der zu diesem Zeitpunkt noch zahlreiche liberale Demokraten angehörten, war über die Existenz dieser parallelen Geheimregierung nicht informiert.
1960 gründete sie die FMC, die bis heute eine der wichtigsten kommunistischen Massenorganisationen ist. Über 80 Prozent der Kubanerinnen gehören ihr an. Eine ihre ersten Kampagnen setzte sich für die Resozialisierung von Prostituierten ein. In den 60er Jahren setzte sie sich als eine Vorkämpferin für die Rechte von Homosexuellen ein. Sie klagte als eine der ersten Personen öffentlich an, dass „homosexuelle Männer zur Umerziehung in militärische Lager gesandt wurden.“ Als Teil ihres Engagements wurde 1979 ein Strafrechtsparagraph gegen Homosexualität abgeschafft. Espín war Förderin der Deutschen Monika Krause-Fuchs, die zunächst als Dolmetscherin für sie arbeitete und später zur führenden Sexualaufklärerin Kubas und Gründungsdirektorin des Zentrums für Sexualerziehung CENESEX wurde, das heute von Espíns Tochter Mariela Castro geleitet wird.

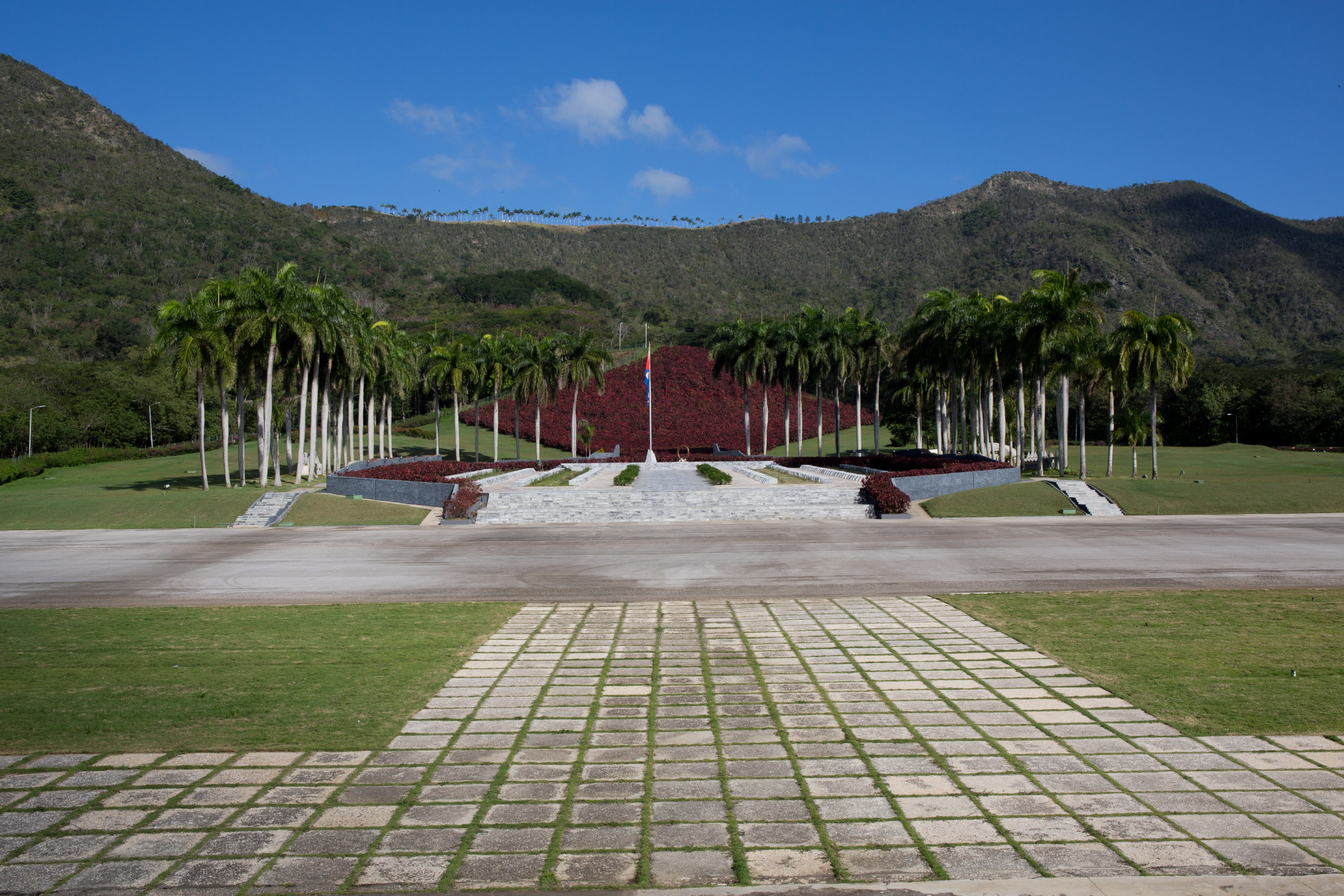
Mausoleum de Segundo Frente Oriental Frank País

Espín starb 2007 und wurde anschließend im Mausoleum der Segundo Frente Oriental „Frank País“ im Municipio Segundo Frente beigesetzt, Teil der Gedenkstätte an den von Raúl Castro im Revolutionskrieg im äußersten Osten Kubas geführten Truppenteil. Ihr Andenken als „Heldin“ wird dort durch Veranstaltungen staatlicher Organisationen wachgehalten. Der staatliche Frauenverband änderte nach Espíns Tod sein offizielles Logo, das seitdem ein Bild der jungen Guerillera Vilma Espín mit geschultertem Gewehr ziert – eine Kombination aus dem bisherigen Logo und einem Foto aus der Zeit der Revolution.
Espíns Elternhaus in der Altstadt von Santiago de Cuba wurde nach ihrem Tod zu einer im April 2010 eröffneten Gedenkstätte ausgebaut, die zahlreiche Fotos, Dokumente und sonstige Ausstellungsstücke zu ihrem Leben enthält.

## Auszeichnungen
- 1978: Internationaler Lenin-Friedenspreis der Sowjetunion
- 2000: Ehrenforscherin des kubanischen Wissenschaftsministeriums
- 2001: Francisco-de-Miranda-Orden der Republik Venezuela
- 2002: Heldin der Republik Kuba
- o. J.: Mariana-Grajales-Orden, Ana-Betancourt-Orden, Untergrundkämpfer-Medaille, Befreiungskämpfer-Medaille (alle Kuba)[11]